# Ikem Ekwonu
Ikemefuna Patrick "Ickey" Ekwonu, né le 31 octobre 2000 à Charlotte en Caroline du Nord, est un joueur américain de football américain évoluant au poste d'offensive tackle. Il joue avec la franchise des Panthers de la Caroline en National Football League (NFL).

## Biographie

### Carrière universitaire
Étudiant à l'université d'État de la Caroline du Nord, il joue avec le Wolfpack de 2019 à 2021.

### Carrière professionnelle
Il est sélectionné au 6e rang global par les Panthers de la Caroline lors de la draft 2022 de la NFL.

## Vie privée
Son père était un joueur de basket-ball du Nigeria, alors que son frère jumeau, Osita, est un linebacker pour le Fighting Irish de Notre Dame. Son surnom, Ickey, lui a été donné par un ancien entraîneur qui notait sa ressemblance au running back Ickey Woods.